# El Cabildo

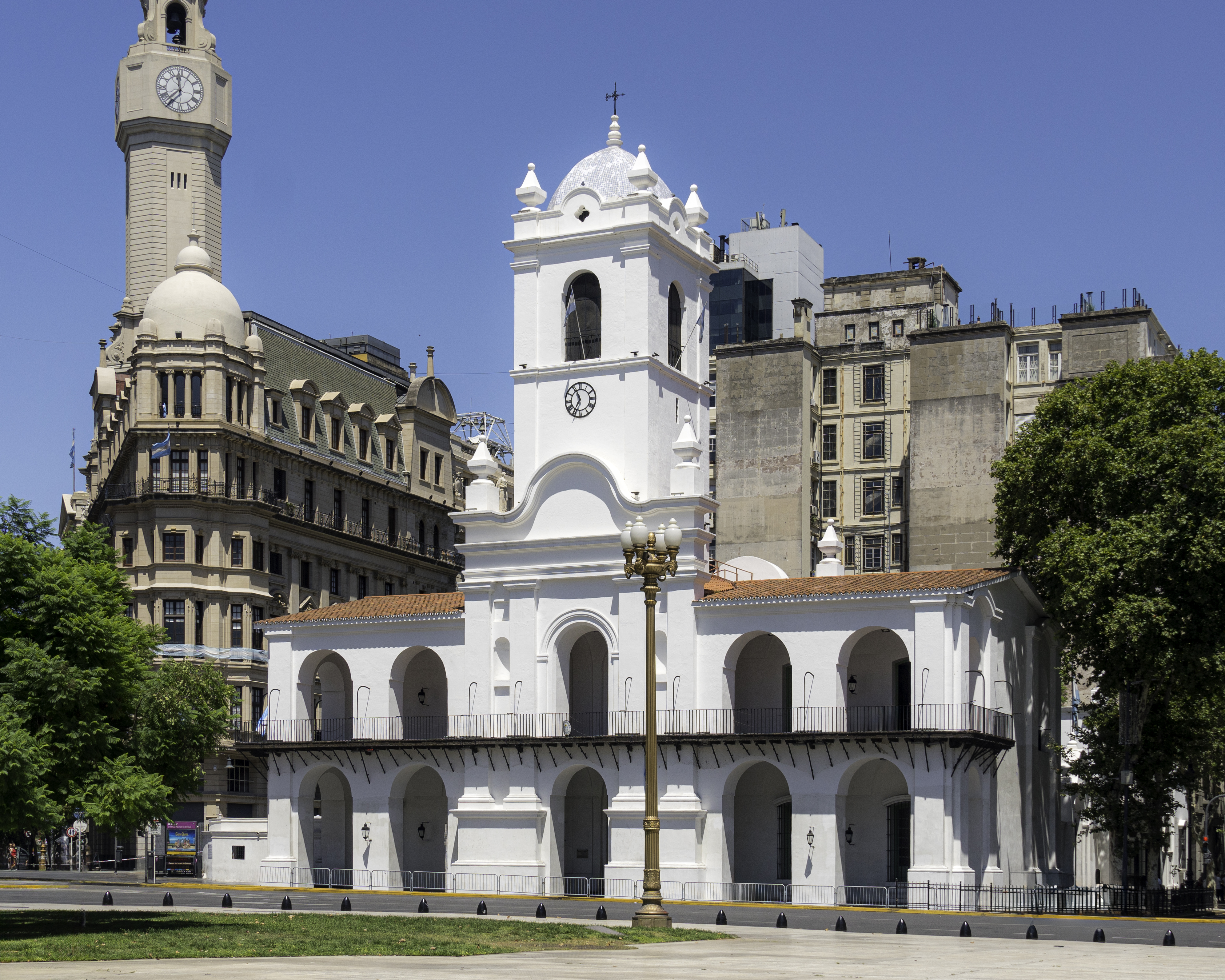
El Cabildo

El Cabildo är Buenos Aires gamla stadshus vid Plaza de Mayo. Byggnaden härstammar från den spanska kolonialtiden och uppfördes ursprungligen på 1600-talet. Byggnaden renoverades och återställdes till sitt ursprungliga utseende 1940.